# Citrobacter braakii
Citrobacter braakii e una specie di battere gram-negativo appartenente al genere citrobacter identificato per la prima volta da Brenner et al. nel 1993. È riportato che possa creare setticemia negli individui immunodepressi.